# ウィンドウズ デジタルライフスタイル コンソーシアム
ウィンドウズ デジタルライフスタイル コンソーシアム（英語: Windows Digital Lifestyle Consortium）あるいはWDLCは、日本マイクロソフトを中心としたIT機器、ITサービス企業から成るITコンソーシアムであり、Windowsを搭載したパソコンを軸に、携帯電話や他のデジタル家電といった機器などを連携させた新しいデジタルライフスタイルを提案することを目的とする。

## 概要
2007年(平成19年)11月9日、日本マイクロソフトを中心に、NEC、富士通、東芝、デル、ソニー、シャープなどのPCメーカーや総合電機メーカー、エヌビディア ジャパンやアイ・オー・データといったパーツ・周辺機器メーカー、ヤフー、USENなどネット事業者、NHK、フジテレビジョン、朝日新聞社などメディア事業者、ビックカメラやヨドバシカメラ、ジャパネットたかたといった家電販売店など48社で結成された。
コンソーシアムの取り組みは、主にWindows搭載パソコンの普及が軸となっている。
Windows XPやWindows Vista、Windows 7のサポート終了に伴う、新OSへの買い替えのサポートや高齢者のIT活用支援、若者のパソコン離れといったパソコン関連の問題解決に取り組んでいるほか、地デジ化など、一見パソコンから少し離れた分野での取り組みも行われている。
日本マイクロソフト、NECパーソナルコンピュータ、富士通クライアントコンピューティング、Dynabook、デル、日本HP、MCJ/マウスコンピューター、インテル、インプレス、日経BPから成る「運営委員会」を中心に、114の企業が参画している(2018年3月1日現在)。
テーマに基づき、「共同マーケティング分科会」（同マイクロソフト）、テレビPC利用協議会（同マイクロソフト）「PCライフ分科会」（座長：NEC）、「ユビキタス利用分科会」（同富士通）、「ゲーム分科会」（同MCJ）、「デジタル家電連携分科会」（同ソニー）、といった「分科会」が設置されているほか、IT業界以外の業界との交流を図るため、「業界間連携協議会」が設置されている。
最近では、2020年(令和2年)から、全国の小学校でプログラミングが必修化されることにともない、学校でのプログラミング教育を促進するために、教育ソフトメーカーであるスズキ教育ソフト、学研プラスとのキャンペーンやプログラミング教育用のシングルボードコンピュータであるMicro:bitを200校に無償配布する「MakeCode×micro:bit 200プロジェクト」という企画を行っている。